# Сахар, Соломон Борисович
Соломо́н Бори́сович (Борухович) Са́хар (12 января 1919, Тарту — 7 ноября 2007, Киров) — советский и российский скрипач, саксофонист, дирижёр, организатор музыкальной жизни.

## Биография
Родился в 1919 году в Тарту в семье красильщика. В 1924 году семья переехала в Таллин, где Соломон Сахар в 1936 году окончил местную еврейскую гимназию. Ещё гимназистом занимался музыкой у профессоров Таллинской консерватории Артура Лембы (фортепиано) и Йоханнеса Паульсена (скрипка). В 1937—1938 годах учился в классе скрипки Пражской консерватории имени Отакара Шевчика у Отто Шилхави. В связи с оккупацией Чехословакии и началом Второй мировой войны был вынужден бежать в Эстонию через Югославию, Румынию и Одессу, однако 14 июня 1941 года вместе с семьёй был выслан на поселение в город Малмыж Кировской области.
Работал художественным руководителем районного дома культуры, организовал разъездную концертную бригаду для гастролей по области. В 1944 году переведён в Киров для создания областного эстрадного оркестра. Начиная с 1962 года многие годы руководил Кировской областной филармонией. Организовывал кировские гастроли таких музыкантов и артистов, как Мстислав Ростропович, Галина Уланова, Николай Сличенко, Эдуард Хиль, Алла Пугачёва.
3 июля 2009 года в Кирове на улице Володарского, 100, на доме, где жил последние годы Соломон Борисович, установлена мемориальная доска.